# Доукша, Иосиф Осипович
Ио́сиф О́сипович До́укша (12 декабря 1928 — 29 сентября 2010, Москва) — советский режиссёр-мультипликатор и художник-мультипликатор, кукловод.

## Биография
Родился 12 декабря 1928 года. С 1943 по 1949 год обучался в Московской средней художественной школе (МСХШ), в 1949—1951 годах — в Школе-студии МХАТ.
В 1955 году начал работать на студии «Союзмультфильм» как художник-мультипликатор. Принимал участие в создании рисованных мультфильмов, но вскоре по приглашению И. Я. Боярского вдвоём с супругой перешёл в кукольное объединение на Спасопесковском переулке.
В 50-летнем возрасте ушёл на студию «Мульттелефильм» (ТО «Экран»), где состоялся дебют как режиссёра мультипликации — «Почтарская сказка» (1978). Его постоянным соавтором была супруга. Основными авторскими пристрастиями пары были европейские сказки Г. Андерсена, Д. Родари, Й. Сигсгорда, Д. Тэрбера. С 1992 года на пенсии.
Скончался 29 сентября 2010 года в результате инфаркта в Москве. Похоронен на Кузьминском кладбище.

### Семья
Жена — Майя Бузинова (1929—2022), режиссёр-мультипликатор и художник-мультипликатор.

## Фильмография

### Режиссёр
- 1978 — Почтарская сказка
- 1979 — Дядюшка Ау
- 1980 — Свинопас
- 1981 — Палле один на свете
- 1982 — Хитрая сказка, или упрямый лисёнок
- 1982 — Маленький Рыжик
- 1984 — Хочу Луну
- 1985 — Голубая стрела
- 1986 — Новоселье у Братца Кролика
- 1987 — Белая цапля
- 1988 — Домовой и хозяйка
- 1990 — Новое платье короля
- 1991 — Соловей

### Художник-мультипликатор
- 1961 — Дракон
- 1961 — Мультипликационный Крокодил № 4. На чистую воду
- 1961 — Фунтик и огурцы
- 1962 — Королева зубная щётка
- 1962 — Только не сейчас
- 1964 — Страна Оркестрия
- 1965 — Странички календаря
- 1966 — Поди туда, не знаю куда
- 1967 — Варежка
- 1967 — Легенда о Григе
- 1967 — Приключения барона Мюнхаузена
- 1967 — Франтишек
- 1968 — Клубок
- 1968 — Не в шляпе счастье
- 1968 — Ничто не забыто
- 1969 — Рисунок на песке
- 1970 — Приключения Огуречика
- 1970 — Сладкая сказка
- 1971 — Генерал Топтыгин
- 1971 — Самый младший дождик[5]
- 1972 — Ветерок
- 1972 — Мастер из Кламси
- 1973 — Айболит и Бармалей
- 1973 — Кем быть?
- 1973 — Немухинские музыканты
- 1974 — Всё наоборот
- 1974 — Похождения Чичикова. Манилов
- 1975 — Садко богатый
- 1975 — Уступите мне дорогу
- 1976 — Зайка-зазнайка
- 1976 — Как дед великое равновесие нарушил
- 1976 — Петя и волк
- 1977 — Жила-была курочка
- 1977 — Тайна запечного сверчка
- 1977 — Самый маленький гном (выпуск 1)

## Награды
- 1978 — вторая премия I Московского фестиваля молодых кинематографистов — «Почтарская сказка» (1978)[6];
- 1979 — первая премия на МФАФ в Тампере — «Дядюшка Ау» (1979)[6].